# Stanisława Niebrzegowska-Bartmińska
Stanisława Niebrzegowska-Bartmińska (ur. 1 kwietnia 1962 w Łukowie) – profesor nauk humanistycznych, wykładowca Uniwersytetu Marii Curie-Skłodowskiej w Lublinie, kierownik Zakładu Tekstologii i Gramatyki Współczesnego Języka Polskiego.

## Życiorys

### Kariera naukowa
W 1985 uzyskała magisterium za pracę „Konotacja semantyczna słońca w polszczyźnie ludowej” napisaną pod kierunkiem doc. dra hab. Jerzego  Bartmińskiego. W 1995 roku doktoryzowała się u niego na podstawie pracy „Sennik jako gatunek polskiego folkloru. Słownik i semantyka”, a w 2008 r. uzyskała habilitację na podstawie dorobku oraz książki pt. „Wzorce tekstów ustnych w  perspektywie etnolingwistycznej”. Od 2011 profesor nadzwyczajny UMCS. W latach 1990–2009 sekretarz „Etnolingwistyki”, od 2010 – zastępca redaktora. W latach 2009–2013  zastępca dyrektora Instytutu Filologii Polskiej UMCS. 1 października 2009 została mianowana kierownikiem, a jednocześnie kuratorem Zakładu Tekstologii i Gramatyki Współczesnego Języka Polskiego i zastępcą dyrektora Instytutu Filologii Polskiej Uniwersytetu Marii Curie-Skłodowskiej.
W 2022 została odznaczona Złotym Krzyżem Zasługi.

### Publikacje
Autorka ponad 200 publikacji i monografii, w tym m.in.:
- Polski sennik ludowy, Lublin: Wydawnictwo UMCS 1996
- To jest moja druga ojczyzna. Polscy emigranci z Północnej Francji o sobie, Lublin: Wydawnictwo UMCS 1999
- Przestrach od przestrachu. Rośliny w ludowych przekazach ustnych, Lublin: Wydawnictwo UMCS 2000
- Wzorce tekstów ustnych w perspektywie etnolingwistycznej,Lublin: Wydawnictwo UMCS 2008
- Tekstologia [współautor: Jerzy Bartmiński], Warszawa: Wydawnictwo PWN  2009

### Prywatnie
Córka Józefa i Marianny z domu Łukasiewicz i (od 22 września 2001 roku) druga żona prof. Jerzego Bartmińskiego. Wraz z mężem mieszka w Lublinie.